# Schloss Rottenstein (Meran)

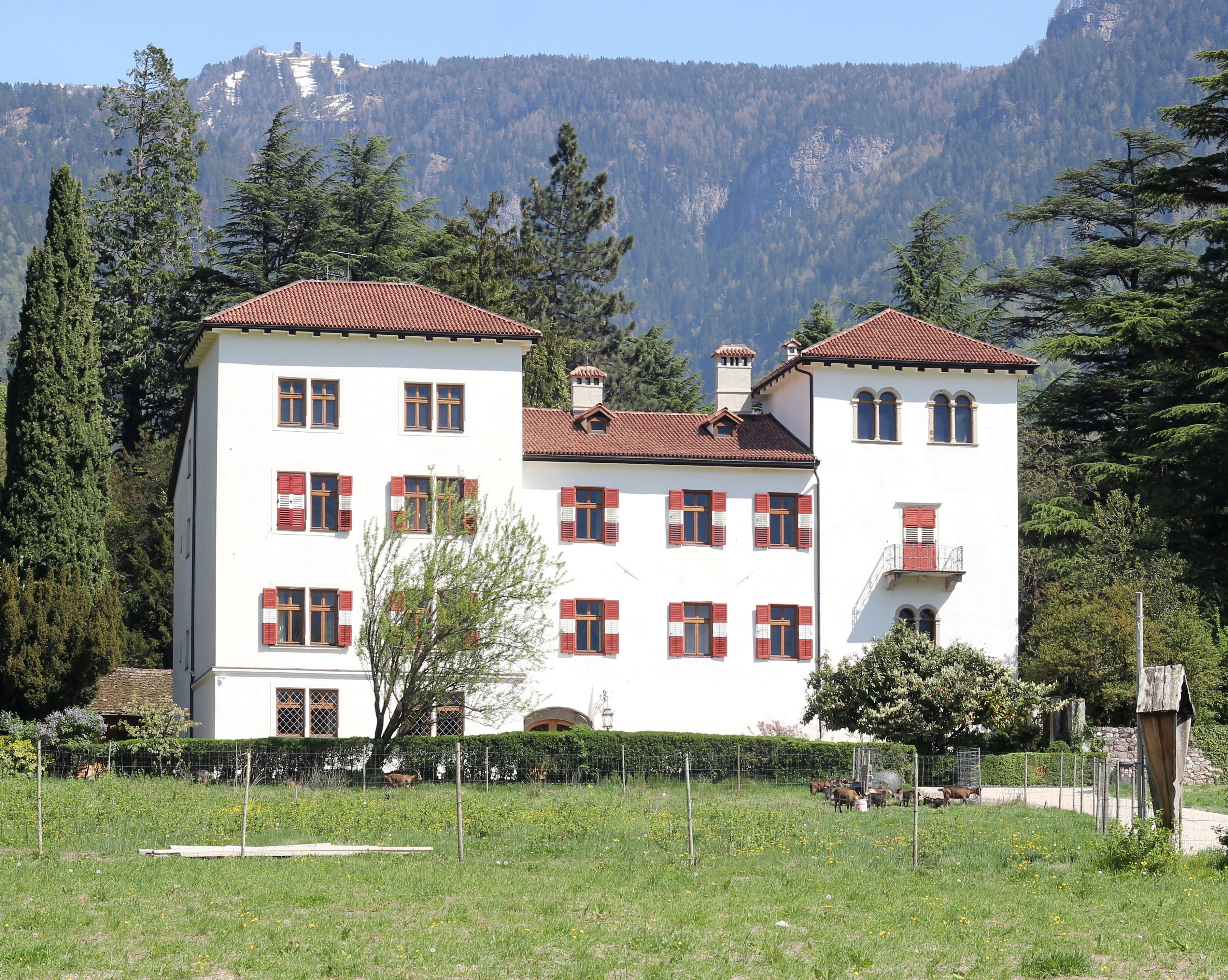
Rottenstein – Westansicht

Das Schloss Rottenstein (früher auch Priamischloß, so nach der Familie von Priami benannt) ist ein Ansitz im Meraner Stadtteil Obermais im heutigen Südtirol in Italien. Seit 1951 steht das Anwesen unter Denkmalschutz.

## Geschichte
Die erste Erwähnung der von Priami als Besitzer erfolgte 1696. Nach deren Aussterben wurde das Anwesen 1806 vom Bauern Mathias Innerhofer aus Schenna ersteigert. 1841 kaufte der Architekt Leo von Klenze im Auftrag König Ludwigs von Bayern den Hof, um dort einen „königlichen Lustsitz“ zu errichten. Dieses Vorhaben wurde allerdings nicht umgesetzt. 1850 erwarben die Eheleute von Plawenn die Liegenschaft und ließen das Schloss in seiner heutigen Form errichten. Nach mehreren weiteren Besitzwechseln ersteigerte Anna Gräfin von Meran den Komplex 1862, um ihn 1863, wie ein Jahr später Schloss Rosenstein, an Erzherzog Karl Ludwig abzutreten. 1898 erbte dessen Sohn Erzherzog Ferdinand Karl Rottenstein, dessen Witwe Berta Maria von Burg vererbte den Besitz 1951 an Georg und Ulrich von Liechtenstein. Er ist heute im Privatbesitz von deren Nachfahren.

## Beschreibung
Der Ansitz war ursprünglich einfacher zweistöckiger Bau mit Viereckturm, der um 1850 umgebaut wurde. Der Ansitz ist heute ein L-förmiger, zusammenhängender Bau und präsentiert sich in seiner Sonnenfront Richtung Meran mit zwei Ecktürmen. Der ursprüngliche Wohnturm nach Süden hat im Erdgeschoss und im dritten Stock noch Doppelbögen und gekuppelte Rechteckfenster. Die Ecktürme überragen den Hauptbau jeweils um ein Stockwerk. Der größere und jüngere im Nordwesten hat ein Walmdach und erstreckt sich aufgrund der Hangneigung über vier Stockwerke. Der ältere Südturm ist mit einem Pyramidendach bedeckt und verfügt über drei Stockwerke.